# Antti Nikkilä
Antti Tapio Nikkilä (Tampere, 25 agosto 1978) è un ex cestista finlandese.
In campo giocava nella posizione di centro e faceva della solidità difensiva e della precisione sotto canestro le sue armi migliori.

## Carriera
Cresciuto cestisticamente con la Valparaiso University (Valparaiso, Indiana) nelle stagioni 1999-2003, ha fatto parte del roster 2007-08 della Dinamo Banco di Sardegna Sassari, nel Campionato di Legadue.
Con la Finlandia ha disputato due edizioni dei Campionati europei (2011, 2013).

## Palmarès

### Squadra
- Campionato ceco: 1

ČEZ Nymburk: 2006-07
- Campionato finlandese: 2

Tampereen Pyrintö: 2010-11, 2013-14
- Coppa di Grecia: 1

Aris Salonicco: 2003-04
- Coppa di Francia: 1

Gravelines: 2005
- Coppa della Repubblica Ceca: 1

ČEZ Nymburk: 2007
- Coppa di Finlandia: 1

Tampereen Pyrintö: 2013

### Individuale
- Rookie of the Year per Pyrbasket, stagione 1997-98 [1]
- Korisliiga MVP: 1

Tampereen Pyrintö: 2008-09